# Belagal, Bellary
Belagal là một làng thuộc tehsil Bellary, huyện Bellary, bang Karnataka, Ấn Độ.